# Бездротова передача електрики

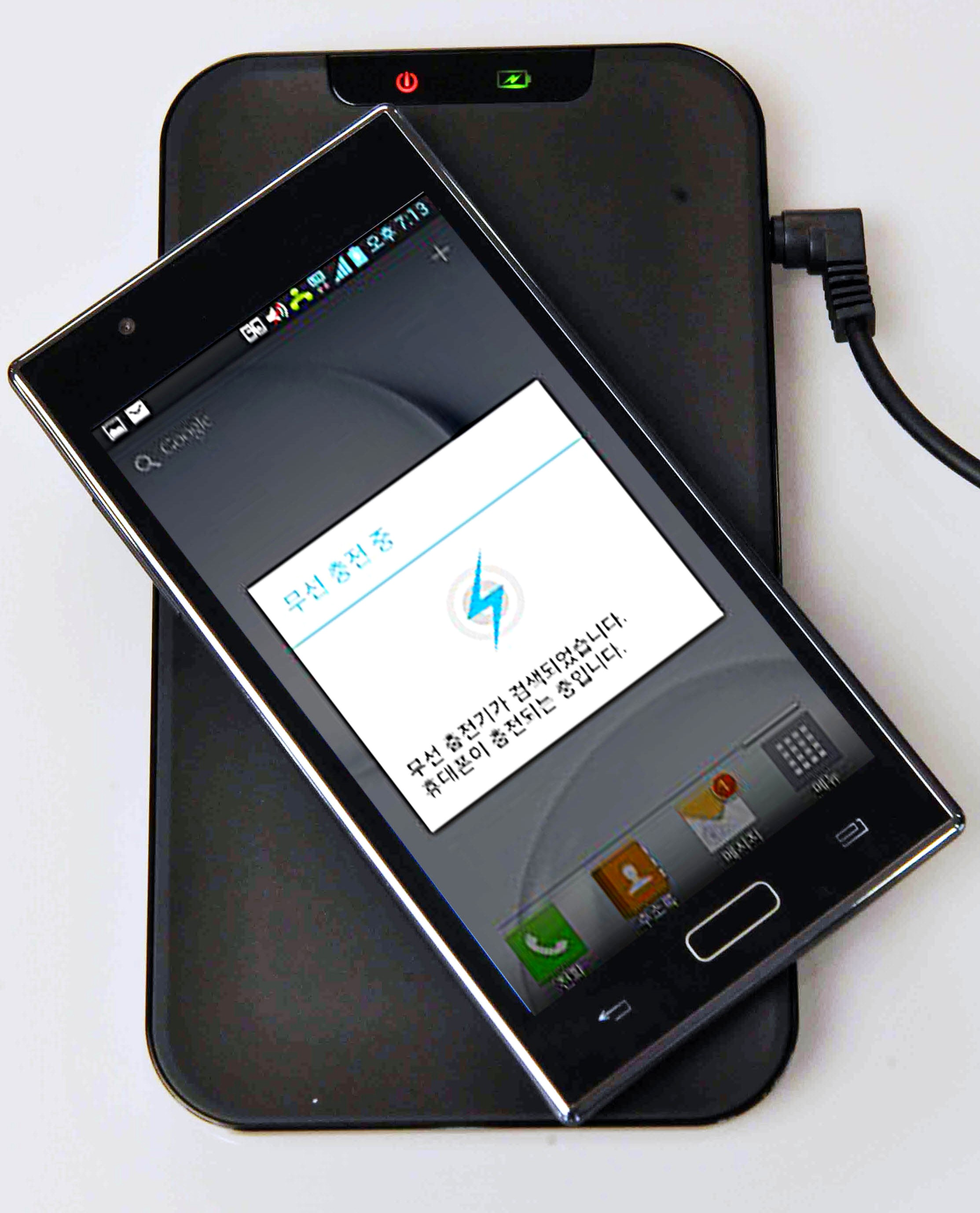
Індуктивний зарядний майданчик для смартфона як приклад бездротової передачі ближнього поля. Коли телефон встановлено на планшеті, котушка на панелі створює магнітне поле яке індукує струм в іншій котушці в телефоні, заряджаючи його акумулятор.

Бездротова передача електрики — спосіб передачі електричної енергії без використання струмопровідних елементів в електричному колі. До 2011 року мали місце успішні досліди з передачею енергії потужністю біля десятків кіловат в мікрохвильовому діапазоні з ККД близько 40% — в 1975 в Goldstone, Каліфорнія і в 1997 в Grand Bassin на острові Реюньйон (дальність близько кілометра, дослідження в галузі енергопостачання селища без прокладки кабельної електромережі). Технологічні принципи такої передачі включають в себе індукційний (на малих відстанях і відносно малих потужностях), резонансний (використовується в безконтактних смарт-картках і чипах RFID) і спрямований електромагнітний для відносно великих відстаней і потужностей (у діапазоні від ультрафіолету до мікрохвиль).

## Експерименти Нікола Тесли
Ранні експерименти відомого сербського винахідника Нікола Тесли стосувалися поширення звичайних радіохвиль, тобто хвиль Герца, електромагнітних хвиль, що поширюються в просторі.

Однією з умов створення всесвітньої бездротової системи є будівництво резонансних приймачів. Заземлений гвинтовий резонатор котушки Тесли і розташований на узвишші термінал можуть бути використані в їх якості.

Тесла особисто неодноразово демонстрував бездротову передачу електричної енергії від передавальної до приймальної котушки Тесли. Це стало частиною його бездротової системи передачі (патент США № 1119732, Апарат для передачі електричної енергії, 18 січня 1902 р.). Тесла запропонував встановити більше тридцяти приймально-передавальних станцій по всьому світу. У цій системі приймальна котушка діє як понижуючий трансформатор з високим вихідним струмом.

Параметри передавальної котушки тотожні приймальній.
Метою світової бездротової системи Тесли було суміщення передачі енергії з радіомовленням і спрямованим бездротовим зв'язком, яке б дозволило позбутися численних високовольтних ліній електропередачі та сприяти об'єднанню електричних генераторів в глобальному масштабі.
Дослідники зі Стенфордського університету (США) заявляють, що їм вдалося добитися спрямованості передачі енергії на невеликих відстанях.
Система була перевірена на дистанціях до 2 м, при потужностях до 10 кВт. Така потужність приблизно відповідає споживанню автомобіля на шосе, а відстань дозволяє постачати транспортний засіб від провідників, що знаходяться під дорожнім покриттям. Навіть за наявності між елементами системи металевих пластин, що імітують корпус автомобіля, ККД передачі електроенергії склав, за заявами дослідників, 97%.

## WiTricity
WiTricity (англ. wireless electricity, бездротова електрика) є торговою маркою WiTricity corporation, яка займається передачею енергії шляхом використання резонансної магнітної взаємодії.

Джерело живлення перетворює постійний струм в змінний частотою 250 кГц. Змінний струм використовується для живлення резонатора WiTricity High Q, який створює змінне магнітне поле частотою 250 кГц. Коли резонатор захоплення вноситься в зону дії джерела, резонатори взаємодіють і змінюється магнітне поле джерела, що індукує електричний струм в резонаторі захоплення. Змінний струм випрямляється (перетворюється в постійний) до напруги певного рівня і подається на зовнішнє навантаження. High Q позначає високе значення добротності резонаторів, що в технології WiTricity особливо важливо для ефективної передачі енергії.

## Комерційна реалізація
З самого початку 2011 року почали надходити як конкретні повідомлення про укладення договорів на комерційне співробітництво WiTricity і ряду відомих високотехнологічних компаній, так і низка чуток про майбутні партнерства. Говорили про неймовірний комерційний успіх спільної реалізації. З відомих угод про партнерство варто відзначити наступні партнерства :
- В області бездротової зарядки акумуляторів електромобілів з компаніями Delphi, Toyota, IHI, Audi ;
- В області охорони здоров'я (бездротове живлення штучного серця) — з компанією Thoratec ;
- В області побутового використання (світлове освітлення) — з концерном OSRAM ;
- В області високотехнологічних пристроїв (бездротова зарядка мобільної техніки) — з тайванською MediaTek.

В рамках всіх партнерств були представлені діючі прототипи, широко анонсовані на різних світових тематичних виставках. Існує припущення, що компанія Apple зацікавилася і працює з технологією WiTricity для реалізації принципу бездротової зарядки у своїх майбутніх мобільних пристроях. Корпорація Sony добилася серйозних успіхів у області безпроводової передачі електрики.